# 天北宗谷岬線

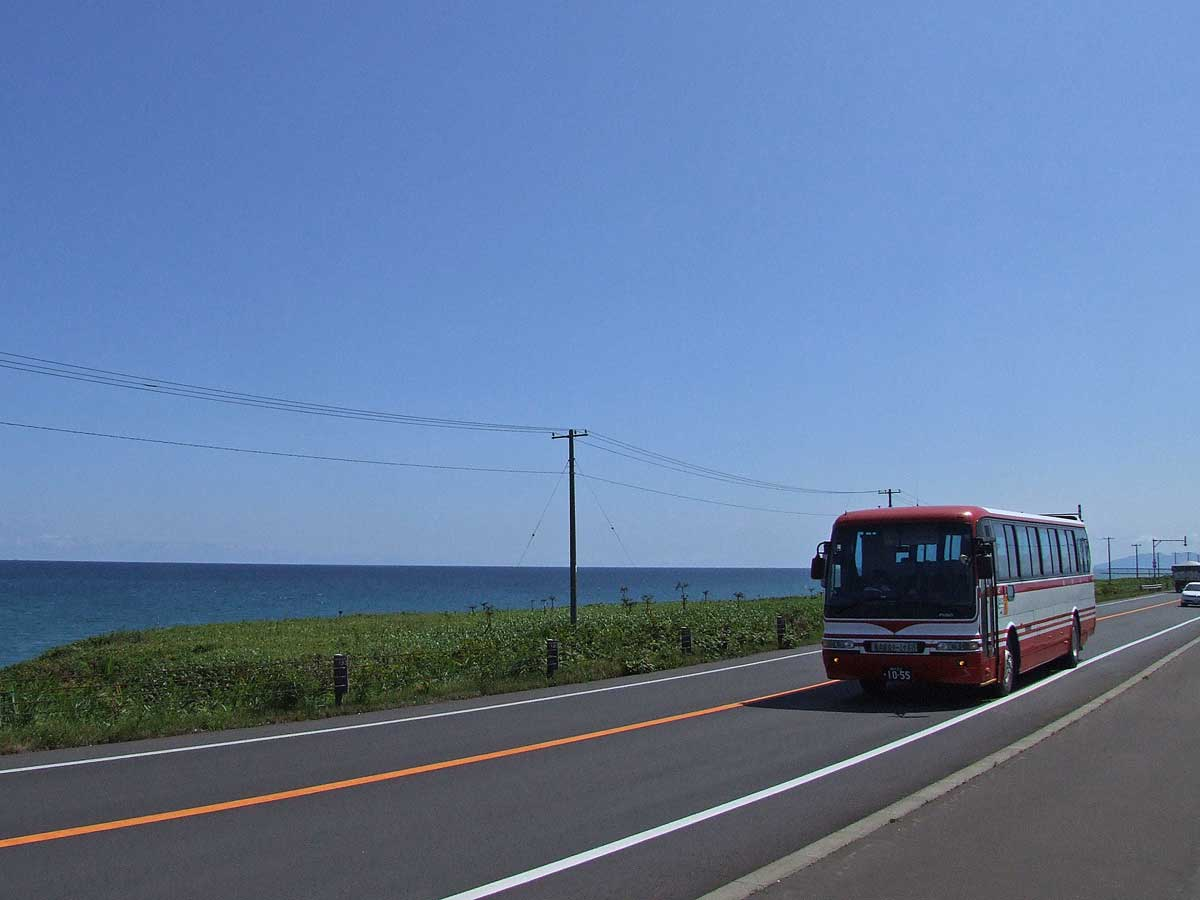
国道238号線を走行する天北線のバス

天北宗谷岬線（てんぽくそうやみさきせん）は、宗谷バスが運行する長距離路線バス。
本項では、鬼志別 - 音威子府間で並行し旭川市まで運行される都市間バス「特急天北号」、前身の天北線などの関連路線についても記述する。

## 概要
1989年（平成元年）5月1日に廃止されたJR北海道天北線の代替路線、天北線（てんぽくせん）として開設され、2011年（平成23年）10月1日より稚内 - 鬼志別間で旧天北線沿線に沿った内陸経由から、宗谷岬経由のオホーツク海沿いへ運行経路が変更となり、現在の系統となった。利用者の減少が問題になっておりさらなる再編も検討されている（後述）。

### 収支の悪化
JR天北線の廃止に伴う国からの約40億円のバス転換交付金をもとに基金をつくり、運用益を運行経費にあてていた。また、特定地方交通線の転換スキームはバス転換の場合最初の5年間は国が赤字を全額負担した。5年経過後は転換交付金を基金とする運用益で赤字を補う予定であったが、低金利で基金の運用益が十分得られず収支は悪化した。また鉄道時代の天北線の収益は2分の1近くが急行天北号利用者を主とする音威子府⁻南稚内間の線内通り抜け利用によるものであり、バス転換後はこれが皆無となったため鉄道時代に比べて利用者が激減した。このため補助期間後の1994年（平成6年）から基金の取り崩して赤字を補填していた。
また、地方自治体が住民に配布するために購入した回数券は輸送量への反映が認められていたため、沿線自治体は2000年（平成12年）から回数券を購入し、「買い支え」の形をとった。しかし実際には購入代金だけを宗谷バスに支払い、回数券の発券を受けてこなかった。2017年（平成29年）10月、会計検査院が国土交通省に、回数券の発券すらされていないのは運輸実績として認められないと指摘し、改善を指示。回数券購入分が輸送量から除かれることとなった結果、輸送量が基準を満たさず、2019年（令和元年）10月に国の国庫補助金対象路線及び道の補助対象から外れ、大幅な減便を行うこととなった。

### 利用促進の取り組み
乗客減少に対する打開策の一環で2014年（平成26年）8月1日から9月30日まで、天北宗谷岬線1往復を名寄駅前まで延長する実証運行を実施した。

### 新たな交通体系への転換
路線維持に向けた方策は、稚内市、猿払村、浜頓別町、中頓別町、音威子府村の沿線5自治体やバス事業者などが参加する天北線代替輸送連絡調整協議会（のちに天北地域生活交通確保対策協議会に改称、以下協議会）により路線の維持へ向けた方策などが話し合われていた。
その中で、2015年（平成27年）に支庁境となる中頓別町と音威子府村の間は特に利用が少なく、中頓別町以北からの利用者が目的地が名寄市などJR乗り継ぎを目的としていることが多い実態から2016年（平成28年）10月をもって中頓別 - 音威子府間のバス運行を廃止し、猿払村・浜頓別町・中頓別町 - 音威子府駅にJR特急列車と接続する乗合タクシーを運行することが決定した。また、この時点で音威子府村は村民の利用が皆無であることから協議会から脱会した。
しかし、その後の調査で10人乗り程度のジャンボタクシーでは乗り切れない便を小型バスにするなど現状に沿った対応を行うと、沿線自治体の負担額が現行のバス路線維持より増えることが判明し、上記計画は見送られ、当面は現行バス路線の維持となった。
その後2021年（令和3年）5月28日、協議会では路線バスによる現在の運行体系を2022年（令和4年）9月までとし、10月以降は新たな体系での運行を目指すことで合意し、この時点で稚内 - 猿払間は路線バスでの運行を継続、通学以外の利用が一日数人の区間もある猿払 - 浜頓別及び浜頓別 - 音威子府間は、路線バス以外の体系も考えられるとした。
2022年（令和4年）2月10日、協議会は便数・時間帯を維持したまま次のように現行の路線を代替することを決定した、転換時期は当初予定より1年遅れの2023年10月より実施することとした。
- 稚内 - 浜頓別間は引き続き宗谷バスにより路線バスを維持。
- 浜頓別 - 中頓別 - 音威子府にデマンド交通（浜頓別発音威子府行1便/日、音威子府発浜頓別行3便/日）を新設。
- 浜頓別 - 中頓別に高校通学便（1.5往復/日）を新設、一般混乗可。

### 年表
- 1989年（平成元年）5月1日 - バス12両で開業[12]。当初は快速便2往復を含む、稚内 - 音威子府：直通下り5本上り6本。
- 1990年（平成2年）
  - 3月26日 - 鬼志別駅跡地に鬼志別ターミナル落成[12]。
  - 5月1日 - 音威子府駅を交通ターミナルに改築[12]。
  - 7月1日 - 時刻改正、下り1本を快速から普通便に変更、稚内 - 音威子府：直通下り4本上り6本となる。
  - 12月 - 中頓別駅跡地に中頓別ターミナル落成。
- 1991年（平成3年）
  - 浜頓別駅跡地に浜頓別ターミナル落成。
  - 4月23日 - 天北峠が土砂崩壊により通行止めとなり、5月15日まで22日間咲来経由で迂回運行[12]。
- 1994年（平成6年）
  - バス転換交付金をもとにした基金の取り崩しを始める[4]。
  - 5月1日 - 地方路線バス（第2種、第3種）に移行、国の補助制度として市町村補助適用路線となる。
- 1995年（平成7年）
  - 5月1日 - フリー乗降制導入[12]。
  - 6月6日 - バス4両更改[12]。
- 1996年（平成8年）4月1日 - 時刻改正、快速便を取りやめ全便普通便となる。
- 1997年（平成9年）3月29日 - バス3両更改[12]。
- 1998年（平成10年）6月29日 - バス1両更改、パトロール車1台を更新[12]。
- 2001年（平成13年）10月1日 - 時刻改正、稚内 - 音威子府：直通3往復となる。
- 2010年（平成22年）
  - 4月 - バス4両更改、2ドア郊外型路線車（うち3台中型車）導入。
  - 10月1日 - 時刻改正。全区間直通便を鬼志別で系統分割、増幌経由を運休、運行本数を削減。
  - 12月 - バス4両更改、名寄以北初となるAT車導入。
- 2011年（平成23年）10月1日 - 時刻改正、宗谷岬経由に変更。経路から外れる稚内 - 曲渕は稚内市（宗谷バス運行）が、小石 - 鬼志別は猿払村が代替交通機関を設定。
- 2013年（平成25年）2月5日 - 天北線地域公共交通会議を設置[13]。
- 2014年（平成26年）8月1日 - 9月30日までの期間、天北宗谷岬線1往復を名寄駅前まで延長する実証運行を実施[5][6]。
- 2015年（平成27年） - 天北線代替輸送連絡調整協議会解散、及び天北地域生活交通確保対策協議会設立[14]。
- 2018年（平成30年）10月1日 - 時刻改正、音威子府 - 浜頓別間 4往復→3往復へ減便、鬼志別→浜頓別 8便→7便へ減便（休日は7便→6便）となる。これにより、音威子府駅にてＪＲ北海道の特急サロベツ3号から浜頓別方面への接続及び、浜頓別方面から音威子府駅にて旭川方面へ接続するＪＲ北海道の特急サロベツ2号への接続を廃止。
- 2019年（令和元年）10月1日 -  時刻改正、輸送量が基準を満たさず、国と道の補助対象から外れたため[4]、計21便中5便を廃止・7便を区間短縮。稚内⇔鬼志別間が7往復→4往復へ減便[15]。
- 2023年（令和5年）10月1日 - 時刻改正、浜頓別ターミナル - 音威子府 間を廃止[16]。廃止区間はデマンド交通化[16]。

## 運行経路
稚内駅前ターミナル - （国道40号） - 南駅前 - 潮見5丁目 - （国道238号） - 声問 - 増幌入口 - 宗谷 - 宗谷岬 - 大岬小学校 - 東浦 - 浜鬼志別局前 - （北海道道138号豊富猿払線） - 鬼志別ターミナル - 浜鬼志別 - （国道238号）- 浜頓別ターミナル - 浜頓別高校

## 運行本数

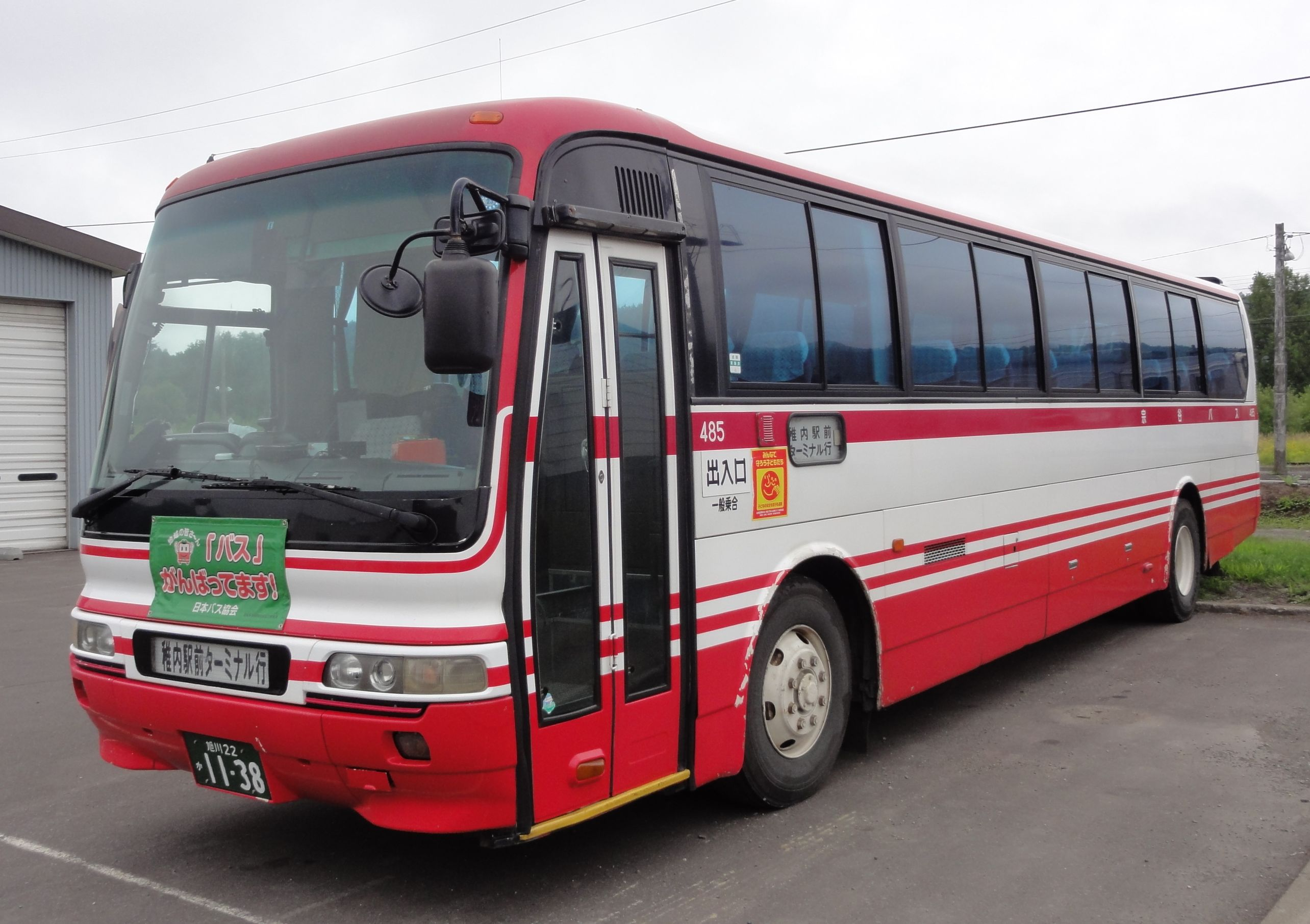
鬼志別接続便は音威子府の時点で稚内行を表示（2011年8月）

- 稚内駅前ターミナル - 鬼志別ターミナル：4往復8便（浜頓別直通便を含む）
- 鬼志別ターミナル - 浜頓別ターミナル：4往復8便（直通便を含む）

稚内駅前ターミナル、潮見5丁目（潮見待合所）、鬼志別ターミナル、浜頓別ターミナルで乗車券を発売する。

## 所要時間
- 稚内駅前ターミナル - 宗谷岬 : 約55分
- 稚内駅前ターミナル - 鬼志別ターミナル : 約1時間35分
- 稚内駅前ターミナル - 浜頓別ターミナル : 約2時間40分

## 利用状況
- 1990年度（平成2年度）の利用者は約36万9000人[13][17]。
- 2013年度（平成25年度）の利用者は約15万2000人[13][17]。
- 2017年度（平成29年度）の利用者は約14万8000人[18]。
- 2020年度（令和2年度）の利用者は約8万2000人[10][19]。

## 並行・接続する都市間バス

### 特急天北号
- 鬼志別 - 浜頓別 - 中頓別 - 小頓別 - 音威子府 - （国道40号） - 名寄駅前・士別大通6丁目・旭川駅前

予約制。旭川と名寄での予約・発券は道北バスで受け付ける。1991年（平成3年）4月1日の運行開始当初は特急えさし号の別系統として運行されていた。鬼志別 - 音威子府間は天北宗谷岬線と同経路だが停車停留所は限られる。
2018年10月1日より、天北宗谷岬線減便により、音威子府駅にて旭川方面に接続するＪＲ北海道の特急サロベツ2号への接続を特急天北号が担うことになった。
特急天北号旭川行は、音威子府にて特急えさし号札幌行と接続し乗り換えが可能。鬼志別・浜頓別・中頓別 - 札幌間に直通便は無いが各種運賃が設定される。

## 関連路線
天北宗谷岬線への変更により系統の統廃合や新設が行われている。変更前まで走行していた曲渕 - （北海道道138号豊富猿払線） - 小石間に代替交通機関は設定されていない。

### 17 曲渕線
稚内市域の代替路線。声問までは天北宗谷岬線と同経路で、声問から旧・天北線と同じく空港入口、恵北、樺岡、沼川を経由し曲渕まで運行。3往復設定された。しかし、利用者の減少や補助金の打ち切りなどの理由により、2020年（令和2年）3月31日の運行をもって廃止。同区間は稚内市の乗合タクシーが運行されている。

### 猿払村

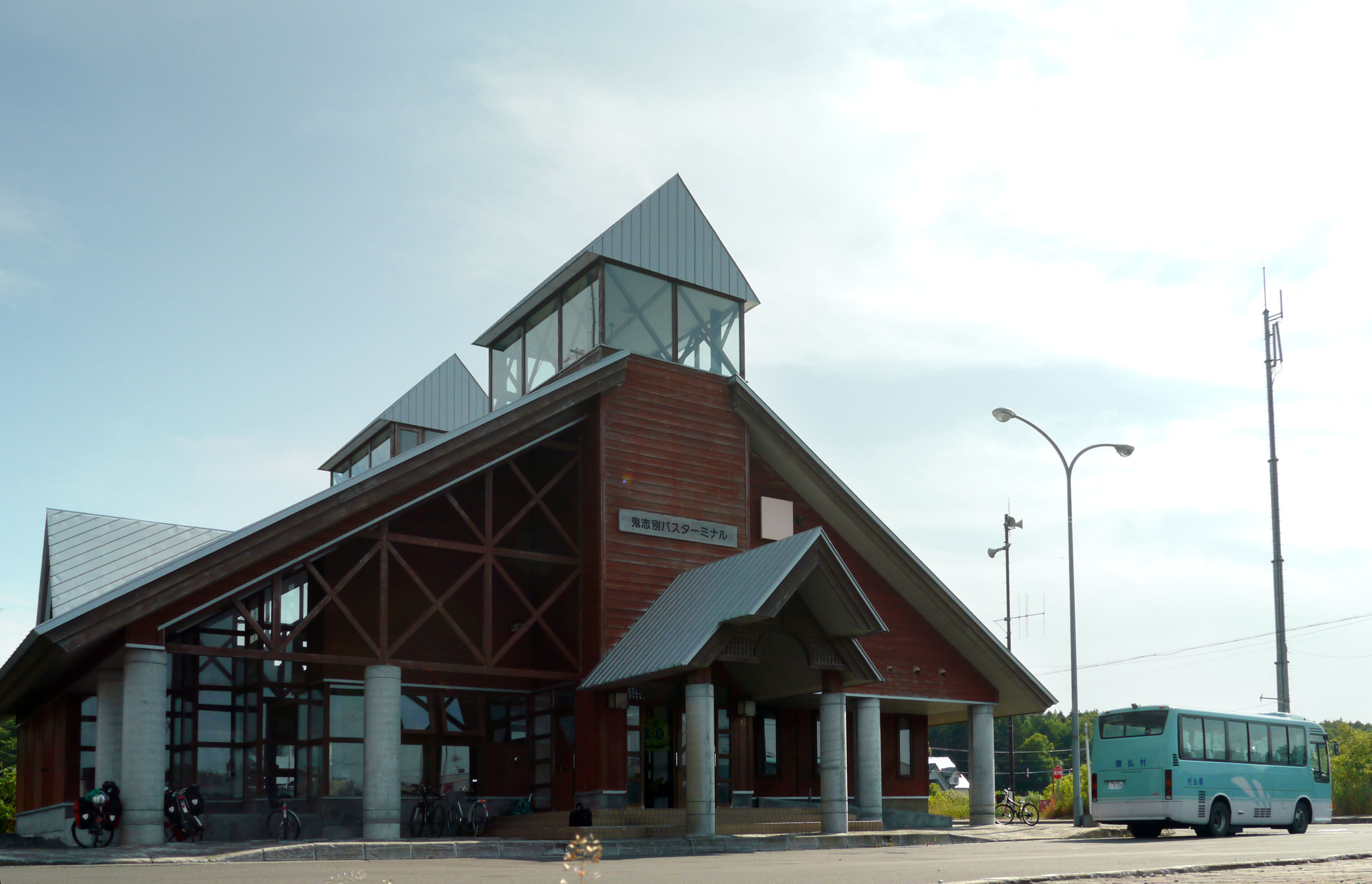
鬼志別ターミナルと猿払村営バス（2011年8月）

宗谷バスは1953年（昭和28年）より稚内 - 鬼志別、鬼志別 - 知来別など猿払村内に路線を開設したが、過疎化などの影響により赤字が顕著となり、1970年（昭和45年）に浜鬼志別 - 猿払間の運行を停止。さらに1974年（昭和49年）3月31日をもって鬼志別 - 知来別 - 苗太路間の運行も停止した。村では代替路線として同年4月1日より鬼志別 - 知来別間に宗谷管内初の廃止代替バスの運行を開始。26人乗りのマイクロバスで3往復が設定された
一部の便は稚内市東浦地区まで運行されていたが、天北宗谷岬線と完全に重複することから同日付で廃止となった。特急天北号接続として運行されていた予約便は、福祉ハイヤーが代替となっている。
天北宗谷岬線への変更によりバス路線が無くなった小石 - 鬼志別間はデマンドバスを運行する。小石 - 曲淵・沼川間は小石地区住民の墓参利用に限り福祉タクシーを運行する。

### 10 大岬線
稚内駅前ターミナルから大岬小学校までの系統。2011年（平成23年）10月1日に天北宗谷岬線新設に伴い統合されている。

### （旧）17 曲渕線
声問 - 沼川間で北海道道1119号稚内豊富線へ入り増幌・上声問地区を経由。2010年（平成22年）10月1日より稚内市による恵北・増幌地区乗合タクシーが運行される。休止時点で稚内 - 曲渕1往復、鬼志別始発稚内行1本が設定されていた。

## 参考資料
- 宗谷バス時刻表
- 沿線市町村サイト